# Cullurelli
Il cullurellu, o culluriellu, o cuddrurièddu, o cuddrurìaddru, o crustulu, o cururicchiu è un dolce tipico natalizio calabrese, prodotto nella provincia di Cosenza, nella provincia di Crotone e nella provincia di Vibo Valentia.
Si tratta di ciambelle fritte, preparate con un impasto a base di patate, farina e lievito. A causa della loro classica forma a corona, venivano anticamente infilati nei bastoni da pastori e viandanti, per facilitarne il trasporto. Il loro nome deriva dal greco κολλύρα (kollura), che significa appunto corona.

## Preparazione
I cullurelli possono essere dolci o salati. Vengono preparati tradizionalmente alla vigilia di Natale o l'8 dicembre, giorno dell'Immacolata Concezione.
Si amalgama l'impasto con patate precedentemente lessate e schiacciate, farina, lievito e acqua. Una volta lievitato, viene diviso l'impasto in diverse porzioni, alle quali viene data la classica forma di ciambella. Dopo una seconda lievitazione, i cullurelli verranno fritti in olio.
Possono essere serviti dolci, con zucchero o miele, imbevuti di vin santo o salati.